# Joseph Dandridge
Joseph Dandridge (Winslow, gennaio 1665 – Londra, 23 dicembre 1747) è stato un illustratore e naturalista inglese.

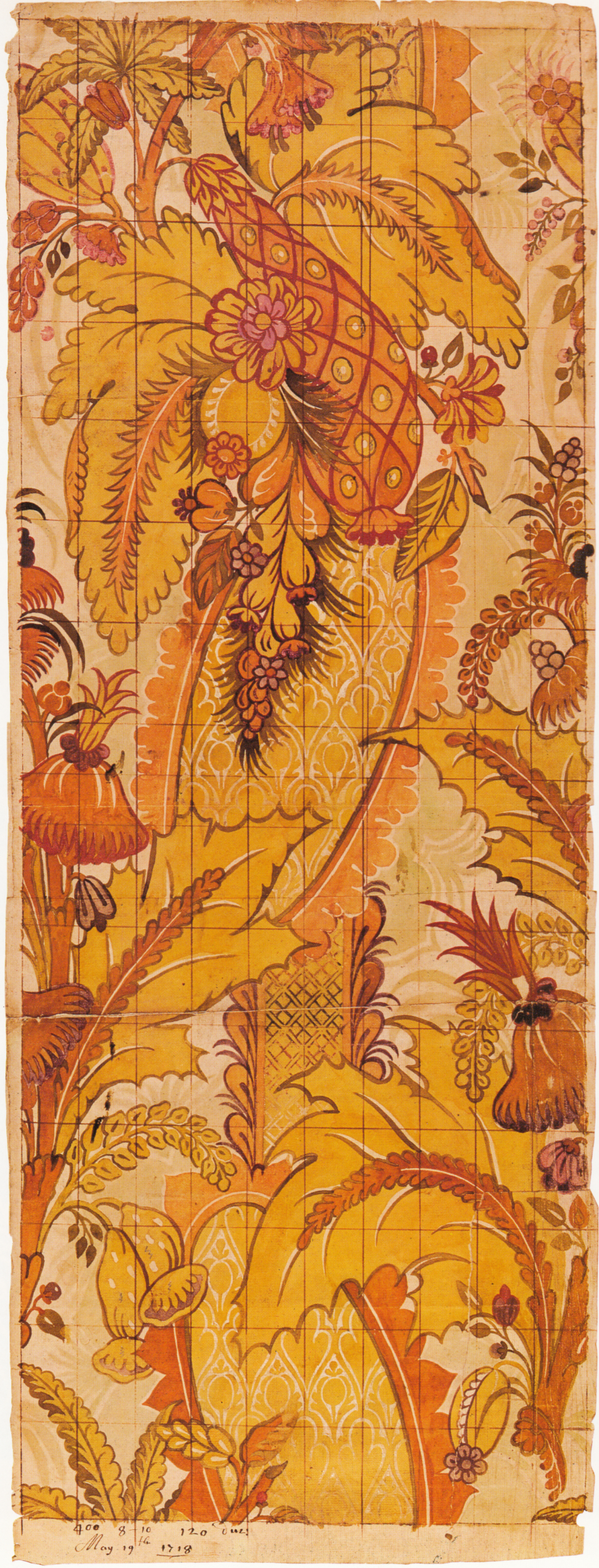
J. Dandridge. Disegno su seta (1718)

Di discendenza ugonotta, è stato un disegnatore di modelli in seta, un illustratore di storia naturale, un naturalista dilettante specializzato in entomologia e una figura di spicco della Società degli Aureliani di cui fu membro fondatore.

## Biografia
Dandridge visse a Moorfields vicino a Bedlam, vicino al suo amico James Petiver, e per un po' a Stoke Newington, che a quel tempo era in campagna. Conobbe personaggi di spicco nei campi di suo interesse, come John Ray, Adam Buddle, Benjamin Wilkes, Eleanor Glanville e William Sherard, ed insegnò storia naturale all'acquarellista Eleazar Albin.  Ebbe due figlie.

## Attività
Nonostante non abbia lasciato opere pubblicate e non faccia parte degli affiatati collezionisti della Royal Society, Dandridge era stimato da numerosi entomologi del suo tempo per aver fornito loro un'assistenza preziosa e dato loro l'accesso alle sue vaste collezioni, che comprendevano, oltre che insetti e aracnidi, conchiglie, fossili, uova di uccelli e pelli, piante da fiore, licheni, muschi e funghi.   Un volume di 119 acquerelli di aracnidi, accompagnato da note meticolose, opera di Dandridge risalente a prima del 1710,  si trova nella Sloane Collection del British Museum. W.S. Bristowe scoprì che questo lavoro era stato utilizzato, senza riconoscimento per l'autore, da Eleazar Albin nella sua Storia naturale dei ragni e altri insetti curiosi del 1736.
Un certo numero di disegni in seta di Dandridge, datati dal 1717 al 1722, hanno trovato collocazione al Victoria & Albert Museum e possono essere visti nella Prints & Drawings Study Room.
Nel 1849 Francis B. White ha dato il nome al ragno Dandridgia dysderoides in suo onore.